# ترانسیلوانیا (مجموعه بازی)
ترانسیلوانیا (به انگلیسی: Transylvania) نام سه‌گانه بازی‌های کامپیوتری دهه ۸۰ میلادی بود که برای کامپیوترهای مختلف آن زمان منتشر شد. این بازی‌های که به صورت ماجراجویی بودند توسط «آنتونیو آنتیوچیا» ساخته و به وسیله شرکت پنگوئن سافت‌ویر منتشر گردید.

## ترانسیلوانیا ۱
شماره اول این مجموعه در سال ۱۹۸۲ برای کامپیوترهای اپل ۲، آتاری ۸-بیت، کمودور ۶۴ و کمودور ۱۲۸ منتشر شد. سپس در سال ۱۹۸۴ نسخه مکینتاش و در ۱۹۸۵ نسخه آمیگا، آتاری اس تی و داس این بازی عرضه شد. در این بازی، بازیباز باید برای نجات شاهزاده «سابرینا» از یک روستا تلاش کند، که یک گرگینه، خون‌آشام، گابلین، ساحره و یک سفینه فضایی بیگانه در سر راه او قرار دارند. در ابتدای بازی، پیامی به بازیباز می‌گوید که «شاهزاده در سحرگاه خواهد مرد» و کاربر باید او را که در یک تابوت در برج قلعه زندانی شده قبل از سحرگاه نجات دهد. این بازی از پیش قراولان موج جدید بازی‌های ماجرایی آن زمان بود و علاوه بر متن، دارای گرافیک‌های ثابتی از محیط بازی بود که باعث مشهور شدن این بازی در بین سه‌گانه «ترانسیلوانیا» گردید.
در ۳۰ اکتبر ۲۰۰۹ یک نسخه از این بازی برای آیفون و تحت نام «ماجرای ترانسیلوانیا» عرضه شد که دارای رابط کاربری کاربرپسند و لمسی، صدا و گرافیک با استایل قدیمی می‌باشد.

## ترانسیلوانیا ۲
نسخه دوم این مجموعه در سال ۱۹۸۵ و با نام «ترانسیلوانیا ۲: تاج ارغوانی» و بر روی همان پلتفرم‌هایی منتشر شد که نسخه اول منتشر شده بود. بازیباز در این بازی باید با کمک شاهزاده سابرینا (که در این قسمت به یک جادوگر تازه‌کار تبدیل شده‌است) و پرنس اریک (وارث پادشاه)، یک خون‌آشام جادوگر را شکست بدهد.

## ترانسیلوانیا ۳
نسخه سوم با نام کامل «ترانسیلوانیا ۳: برتری بر شب» در سال ۱۹۸۹ و برای دو پلتفرم «اپل ۲ جی‌اس» و کامپیوترهای مبتنی بر سیستم عامل داس منتشر شد. نسخه داس این بازی دارای گرافیک VGA بود، ضمن اینکه هر دو نسخه این بازی دارای صداهای دیجیتایز شده و معماهای بیشتر بر مبنای افسانه‌های باستانی بودند. هدف بازیباز در این قسمت، غلبه بر پادشاه شیطانی بازی بود.

## بازتاب‌ها
نسخه اول این سه‌گانه نقدهای مثبتی را دریافت کرد و جایزه «بهترین افکت‌های صوتی و تصویری بازی‌های کامپیوتری» را در سال ۱۹۸۴ و در پنجمین دوره Arkie Award دریافت کرد. مجله «آنالوگ کامپیوتینگ» عدم رضایت خود را از نسخه آتاری اس تی اولین و دومین قسمت بازی اعلام کرد و نوشت به جز خط داستانی چیز دیگری ندارد و بازیبازان بزرگسال را جذب نکرده و فقط به درد قشر نوجوان می‌خورد. نویسنده این مجله در نهایت به دلیل قیمت پایین و ارزش بالای محصول، آن را به علاقه‌مندان بازی‌های ماجرایی گرافیکی بر روی آتاری اس تی، پیشنهاد نمود.
«جیمی ماهر» در سال ۲۰۱۲ قسمت اول این سه‌گانه را یکی از جذاب‌ترین عناوین آن دوران نامید و گیم پلی بازی دارای معماهای منطقی دانست. ضمن آن که محیط بازی را تلفیقی از دوران گوتیک و اتمسفر فیلم‌های ترسناک مشهور شرکت یونیورسال دانست.